# Fritz Geis
Fritz Geis es un deportista alemán que compitió para la RFA en vela en las clases Soling y Star.
Ganó dos medallas en el Campeonato Europeo de Soling, oro en 1977 y bronce en 1981, y una medalla de plata en el Campeonato Europeo de Star de 1977.

## Palmarés internacional
| Campeonato Europeo | Campeonato Europeo | Campeonato Europeo | Campeonato Europeo |
| Año                | Lugar              | Medalla            | Clase              |
| ------------------ | ------------------ | ------------------ | ------------------ |
| 1977               | Atenas (Grecia)    | Medalla de oro     | Soling             |
| 1981               | Attersee (Austria) | Medalla de bronce  | Soling             |

| Campeonato Europeo | Campeonato Europeo      | Campeonato Europeo | Campeonato Europeo |
| Año                | Lugar                   | Medalla            | Clase              |
| ------------------ | ----------------------- | ------------------ | ------------------ |
| 1977               | Riva del Garda (Italia) | Medalla de plata   | Star               |